# Zaida Carmona
Zaida Carmona Jiménez (Castellón de la Plana, 1986) es una directora de cine, guionista y actriz española.

## Trayectoria
Se licenció en Comunicación Audiovisual en la Universidad Pompeu Fabra. Obtuvo un máster de Guion en la Universidad Carlos III de Madrid. Se formó en teatro en la Escuela de Nancy Tuñón.
Fue redactora en televisión en Vice y Notodo y ha trabajado para Filmin. Creó el pódcast La amiga de mi amiga con Cristina Pastrana. Junto con Diana Aller confundó la productora de contenidos JaJaJa Industrias. Ha actuado en películas de Marc Ferrer. Dirigió videoclips de artistas como Christina Rosenvinge, Monterrosa o Borque.
Dirigió los cortos Todas solas (2015) y Son ilusiones, que se estrenó en el D’A 2021. En 2022 dirigió el largometraje La amiga de mi amiga, un film lésbico basado en sus experiencias personales, que se presentó en el Festival Internacional de Cine de San Sebastián, el Festival de Rotterdam, Festival Internacional de Cine de Cartagena de Indias y en el Festival Internacional de Cine de San Francisco, entre otros.

## Reconocimientos
En 2021 su película La amiga de mi amiga ganó el premio a la mejor película de Un Impulso Colectivo en el D’A y también fue reconocida con el Premio del Público en el Rizoma, el Premio del Jurado en el Reteena y en LesGaiCineMad. Al año siguiente, fue galardonada con una beca Coofilm con la que pudo realizar una residencia artística.
En 2024, durante la cuarta edición del FIRE!! LAB, el laboratorio de creación de películas a temática LGTBI, ganó el Premio Industria del Festival de San Sebastián y el Premio SGAE de guion de largometraje por su película Adiós, amor.